# Ornacieux-Balbins
Ornacieux-Balbins [ɔʁnasjø balbɛ̃] est une commune nouvelle française résultant de la fusion — au 1er janvier 2019 — des communes d'Ornacieux et Balbins, située dans le département de l'Isère, en région Auvergne-Rhône-Alpes.

## Géographie

### Situation et description
La commune d'Ornacieux-Balbins se situe dans le sud-est de la France dans le nord-ouest du département de l'Isère à quelques kilomètres à l'ouest de l'agglomération de La Côte-Saint-André.
Elle est plus précisément positionnée entre la vallée du Rhône à l'ouest et la vallée de l'Isère au sud, dans le secteur de Bièvre-Valloire. À ce titre, la commune a adhéré à la collectivité de la Communauté de communes Bièvre Isère, dont le siège est fixé à Saint-Étienne-de-Saint-Geoirs.

### Climat
Pour des articles plus généraux, voir Climat d'Auvergne-Rhône-Alpes et Climat de l'Isère.
En 2010, le climat de la commune est de type climat des marges montargnardes, selon une étude du Centre national de la recherche scientifique s'appuyant sur une série de données couvrant la période 1971-2000. En 2020, Météo-France publie une typologie des climats de la France métropolitaine dans laquelle la commune est exposée à un climat de montagne ou de marges de montagne et est dans une zone de transition entre les régions climatiques « Moyenne vallée du Rhône » et « Alpes du nord ».
Pour la période 1971-2000, la température annuelle moyenne est de 10,5 °C, avec une amplitude thermique annuelle de 17,4 °C. Le cumul annuel moyen de précipitations est de 1 031 mm, avec 9,6 jours de précipitations en janvier et 6,6 jours en juillet. Pour la période 1991-2020, la température moyenne annuelle observée sur la station météorologique de Météo-France la plus proche, « Grenoble-Saint-Geoirs », sur la commune de Saint-Étienne-de-Saint-Geoirs à 13 km à vol d'oiseau, est de 11,5 °C et le cumul annuel moyen de précipitations est de 915,1 mm,. Pour l'avenir, les paramètres climatiques de la commune estimés pour 2050 selon différents scénarios d'émission de gaz à effet de serre sont consultables sur un site dédié publié par Météo-France en novembre 2022.

## Urbanisme

### Typologie
Au 1er janvier 2024, Ornacieux-Balbins est catégorisée commune rurale à habitat dispersé, selon la nouvelle grille communale de densité à sept niveaux définie par l'Insee en 2022.
Elle appartient à l'unité urbaine de Faramans, une agglomération intra-départementale regroupant trois  communes, dont elle est ville-centre,,. Par ailleurs la commune fait partie de l'aire d'attraction de La Côte-Saint-André, dont elle est une commune de la couronne,. Cette aire, qui regroupe 8 communes, est catégorisée dans les aires de moins de 50 000 habitants,.

### Risques naturels et technologiques

#### Risques sismiques
L'ensemble du territoire de la commune d'Ornacieux-Balbins est situé en zone de sismicité no 3 (sur une échelle de 1 à 5), comme la plupart des communes de son secteur géographique.
| Type de zone | Niveau            | Définitions (bâtiment à risque normal) |
| ------------ | ----------------- | -------------------------------------- |
| Zone 3       | Sismicité modérée | accélération = 1,1 m/s2                |

## Toponymie
On trouve la forme Ornaciouz en 1333, dans le compte de la judicature de Chablais : "Allocantur sibi ipsi pro expensis suis et procuratoris Chablasii euncium versus Chamberiacum... pro consilio ibi congregato per dominum pro facto de Ornaciouz..."

## Histoire
La commune est créée au 1er janvier 2019 par un arrêté préfectoral du 26 septembre 2018.

## Politique et administration

### Liste des maires
| Période | Période  | Identité         | Étiquette | Qualité |
| ------- | -------- | ---------------- | --------- | ------- |
| 2020    | En cours | Anne-Marie Amice |           |         |

## Population et société

### Démographie
L'évolution du nombre d'habitants est connue à travers les recensements de la population effectués dans la commune depuis sa création.

En 2022, la commune comptait 878 habitants, en évolution de +3,54 % par rapport à 2016 (France hors Mayotte : +2,11 %).
| 2015 | 2020 | 2022 |
| ---- | ---- | ---- |
| 848  | 859  | 878  |

| Nom               | Code Insee | Intercommunalité | Superficie (km2) | Population (dernière pop. légale) | Densité (hab./km2) |
| ----------------- | ---------- | ---------------- | ---------------- | --------------------------------- | ------------------ |
| Ornacieux (siège) | 38284      | CC Bièvre Isère  | 4,89             | 410 (2016)                        | 84                 |
| Balbins           | 38025      | CC Bièvre Isère  | 7,26             | 438 (2016)                        | 60                 |

### Enseignement
La commune est rattachée à l'académie de Grenoble.

### Médias
Historiquement, le quotidien à grand tirage Le Dauphiné libéré consacre, chaque jour, y compris le dimanche, dans son édition Isère-Nord, un ou plusieurs articles à l'actualité de la communauté de communes, du canton, ainsi que des informations sur les éventuelles manifestations locales, les travaux routiers, et autres événements divers à caractère local.
Ici Isère est la radio publique qui émet sur son territoire ainsi que dans tout le département de l'Isère.

### Cultes
La communauté catholique et les églises d'Ornacieux-Balbins (propriété de la commune) sont rattachées à la paroisse Sainte Marie de Bièvre-Liers qui est elle-même rattachée au diocèse de Grenoble-Vienne. La maison paroissiale se situe près de l'église de la Côte.

## Culture locale et patrimoine

### Lieux et monuments
- Château d'Armanet ou d'Armanais[17]

### Personnalités liées à la commune
- Le peintre Johan Barthold Jongkind